# Nordsteinen
Nordsteinen är en kulle i Antarktis. Den ligger i Östantarktis. Norge gör anspråk på området. Toppen på Nordsteinen är 1 910 meter över havet.
Terrängen runt Nordsteinen är en högslätt. Trakten är obefolkad.